# Ole Bornedal
Ole Bornedal (ur. 26 maja 1959 w Nørresundby) – duński reżyser, scenarzysta i producent filmowy. Pracuje również w teatrze i telewizji.

## Życiorys
Pochodzi z małego miasteczka. Po nieudanej próbie dostania się do szkoły filmowej młody Bornedal w latach 80. zajął się tworzeniem radiowych przedstawień teatralnych. Na początku lat 90. przeniósł się do telewizji, gdzie reżyserował i pisał scenariusze do programów satyryczno-komediowych.
Jego debiut fabularny, Nocny strażnik (1994), był thrillerem opowiadającym o studencie prawa dorabiającym jako nocny stróż w kostnicy i wplątanym w serię morderstw prostytutek. Obraz cieszył się w Danii wyjątkowym powodzeniem, deklasując pod względem finansowym nawet Park jurajski Stevena Spielberga. Wypromował także nowy talent aktorski debiutanta Nikolaja Coster-Waldaua oraz doczekał się nieudanego anglojęzycznego remake'u z gwiazdorską obsadą (Ewan McGregor, Nick Nolte, Patricia Arquette), za którego reżyserię odpowiadał sam Bornedal.
Inne filmy reżysera to m.in.: Księga Diny (2002), Zastępstwo (2007), Zupełnie inne love story (2007), I zbaw nas ode złego (2009), Kronika opętania (2012), Małżeńskie porachunki (2017) czy Cienie pod powiekami (2021).